# Szōgun
Szōgun (ang. Shōgun) – amerykański historyczny miniserial dramatyczny stworzony przez Rachel Kondo i Justina Marksa. Zrealizowany został na podstawie powieści Jamesa Clavella Shōgun, będąc drugą jego ekranizacją – po miniserialu z 1980 roku. Pierwsze dwa odcinki wyemitowano 27 lutego 2024 na FX, jednocześnie udostępniając je na platformie strumieniowej Hulu, a w Polsce na Disney+.

## Fabuła
W roku 1598 umiera taikō Nakamura Hidetoshi. Na łożu śmierci proponuje swojemu najwierniejszemu wasalowi, Yoshiiemu Toranadze, żeby został regentem jego niepełnoletniego dziedzica, Yaechiya, dopóki ten nie osiągnie pełnoletności. Toranaga odmawia, obawiając się, że jego wrogowie zjednoczą się przeciwko niemu, przez co zginie zarówno on, jak i prawowity potomek. Nakamura tworzy Radę Regencyjną, w której poza Toranagą zasiąść mają Ishidō Kazunari, Kiyama ukon Sadanaga, Ōno Harunobu i Sugiyama Josui, przeczuwając jednak, że doprowadzi to do wojny domowej. W roku 1600 pozostali regenci, wspierani przez Portugalczyków – dążących do tego, żeby Japonia została krajem chrześcijańskim – spiskują przeciwko Toranadze, który jako jedyny pozostał wierny Nakamurze i jego synowi.
Erasmus, statek pilotowany przez Anglika Johna Blackthorne’a, jako jedyny ze swojej floty dociera do Japonii, w świecie zachodnim znanej wówczas tylko Portugalczykom, którzy nawiązali z Japończykami relacje handlowe kilkadziesiąt lat wcześniej, za zgodą władców nawracając chętnych mieszkańców na chrześcijaństwo. Oficjalnie ekspedycję Blackthorne’a wysłano, żeby ustanowić nowe szlaki handlowe dla protestantów, ale Blackthorne otrzymał też list kaperski upoważniający do atakowania Portugalczyków. W Japonii losy żeglarza krzyżują się z drogami Toranagi, zmagającego się już z politycznymi rywalami, oraz Mariko – jego pochodzącej ze zhańbionego rodu poddanej, muszącej udowodnić swoją wartość oraz wykazać, komu jest lojalna.
Podobnie jak powieść Clavella, serial przedstawia fikcyjną wersję wydarzeń historycznych, które doprowadziły do powstania siogunatu Tokugawów. Postać Blackthorne’a jest luźno inspirowana angielskim nawigatorem Williamem Adamsem, który został samurajem służącym pod najpotężniejszym wówczas daimyō, Tokugawą Ieyasu, późniejszym siogunem. Na Tokugawie oparta jest z kolei postać Toranagi.

## Obsada
W nawiasach wskazano postacie historyczne, na których bazują bohaterowie powieści i serialu. Imiona i nazwiska japońskie podano zgodnie z używaną w serialu oraz przyjętą wśród japonistów i historyków oryginalną kolejnością: nazwisko-imię.

### Główna
Źródła: Internet Movie Database, Screen Rant, Collider
- Hiroyuki Sanada jako Yoshii Toranaga (Tokugawa Ieyasu) – bushō i władca Kantō, potomek klanu władającego wcześniej Japonią jako siogunowie
- Cosmo Jarvis jako John „Anjin” Blackthorne (William Adams) – angielski żeglarz i protestant, na pokładzie holenderskiego statku poszukujący drogi handlowej z Japonią
- Anna Sawai jako Toda Mariko (Hosokawa Gracia) – wysoko urodzona lojalna służka Toranagi; wraz z przyjęciem chrześcijaństwa od Portugalczyków nauczyła się ich języka, służąc także jako tłumaczka Blackthorne’a
- Tadanobu Asano jako Kashigi Yabushige (Honda Masanobu) – władca Izu, poddany Toranagi, spiskujący za jego plecami
- Takehiro Hira jako Ishidō Kazunari (Ishida Matsunari) – bushō, członek Rady Regencyjnej, pan na zamku Ōsaka, główny rywal Toranagi
- Tommy Bastow jako ojciec Martin „Tsuji” Alvito (João Rodrigues Tçuzu) – portugalski ksiądz i tłumacz
- Fumi Nikaidō jako Ochiba-no kata (Yodo-dono) – matka Yaechiya, jedyna konkubina taikō, która dała mu męskiego potomka

### Drugoplanowa
- Néstor Carbonell jako Vasco Rodrigues – hiszpański żeglarz
- Tokuma Nishioka jako Toda „Żelazna Pięść” Hiromatsu (Hosokawa Fujitaka) – powiernik i zaufany generał Toranagi
- Hiroto Kanai jako Kashigi Ōmi (Honda Masazumi) – siostrzeniec Yabushigego, władca Ajiro
- Yasunari Takeshima jako Tonomoto Akinao / Muraji – szpieg Toranagi w Ajiro
- Moeka Hoshi jako Usami Fuji – wnuczka Hiromatsu, późniejsza konkubina Blackthorne’a
- Yuki Kura jako Yoshii Nagakado (Matsudaira Tadayoshi) – syn Toranagi
- Ako jako Daiyoin / Iyo (Kōdai-in) – żona zmarłego taikō, obecnie zakonnica buddyjska
- Ned Dennehy jako kapitan Erasmusa
- Hiromoto Ida jako Kiyama ukon Sadanaga (Konishi Yukinaga) – katolicki regent
- Toshi Toda jako Sugiyama Josui (Maeda Toshiie) – regent
- Takeshi Kurokawa jako Ōno Harunobu (Ōtani Yoshitsugu) – katolicki regent
- Yūki Takao jako Usami Tadayoshi – wasal Toranagi, mąż Fuji
- Yūka Kouri jako Kiku – kurtyzana z Izu, konkubina Ōmiego
- Sen Mars jako Nakamura Yaechiyo (Toyotomi Hideyori) – jedyny syn zmarłego taikō
- Dakota Daulby jako Salamon – członek załogi Erasmusa
- Nelson Leis jako Hendrik – członek załogi Erasmusa
- Hiro Kanagawa jako Igarashi Yoshimito – wasal Yabushigego
- Yūki Kedoin jako Takemaru – wasal Yabushigego
- Nobuya Shimamoto jako Nebara Jōzen – przyjaciel Yabushigego, sługa Ishida, posłaniec Rady
- Yutaka Takeuchi jako Akechi Jinsai (Akechi Mitsuhide) – ojciec Mariko
- Joaquim de Almeida jako ojciec Domingo – francuszkanin uczący Blackthorne’a o japońskiej polityce
- Yukijirō Hotaru jako Nakamura Hidetoshi (Toyotomi Hideyoshi) – zmarły taikō
- Shin’nosuke Abe jako Toda „Buntarō” Hirokatsu (Hosokawa Tadaoki) – syn Hiromatsu, mąż Mariko, wasal Toranagi
- Louis Ferreira jako Ferreira – kapitan Czarnego Galeonu
- Paulino Nunes jako ojciec Carlo dell’Acqua (Alessandro Valignano) – jezuita, najwyższy przedstawiciel Kościoła katolickiego w Japonii
- Yoriko Dōguchi jako Kiri-no kata (Acha no Tsubone) – żona Toranagi
- Mako Fujimoto jako Shizu-no kata – ciężarna konkubina Toranagi
- Yuua Yamanaka jako Toda Ryūji – syn Mariko i Buntara
- Jun’ichi Tajiri jako Uejirō – ogrodnik Blackthorne’a
- Eisuke Sasai jako Itō – watażka i prominentny aktor nō, kandydat na regenta
- Yūko Miyamoto jako Gin – opiekunka herbaciarni w Ajiro
- Eijirō Ozaki jako Kuroda Nobuhisa (Oda Nobunaga) – ojciec Ochiby, zabity przez Akechiego Jinsaia
- Eita Okuno jako Saeki Nobutatsu (Matsudaira Iemoto) – przyrodni brat Toranagi
- Takaaki Hirakawa jako Mizoguchi – przeciwnik Toranagi
- Yoshi Amao jako Sera – wasal Toranagi
- Hitoshi Masaki jako Tomono – wasal Toranagi
- Haruka Igarashi jako Rin – synowa Toranagi, młodsza siostra Ochiby

## Lista odcinków
| Nr | #  | Tytuł oryginalny                        | Tytuł polski          | Reżyseria             | Scenariusz                   | Premiera   | Premiera PL | Oglądalność |
| --- | -- | --------------------------------------- | --------------------- | --------------------- | ---------------------------- | ---------- | ----------- | ----------- |
| 1 | 1  | Chapter One: Anjin                      | Anjin                 | Jonathan van Tulleken | Rachel Kondo, Justin Marks   | 27.02.2024 | 27.02.2024  | 0,764       |
| Erasmus, z dużą liczbą broni palnej i armat na pokładzie, dociera do wybrzeży Ajiro. Załoga zostaje wzięta w niewolę, katoliccy księża domagają się stracenia protestanta Blackthorne’a jako heretyka i pirata, mającego stanowić zagrożenie dla chrześcijaństwa i Japonii. Yabushige nie zgadza się, chcąc wykorzystać przewożoną na Erasmusie broń do swoich celów. W Osace z inicjatywy Ichida czterech regentów rozpoczyna proces osądzenia i skazania na śmierć Toranagi pod fałszywym pretekstem. Tranaga dowiaduje się o statku od Murajiego; jako minister spraw zagranicznych nakazuje jego konfiskatę wraz z zawartością oraz sprowadzenie Blackthorne’a do Osaki. Tam żeglarz poznaje Mariko. |    |                                         |                       |                       |                              |            |             |             |
| 2 | 2  | Chapter Two: Servants of Two Masters    | Słudzy dwóch panów    | Jonathan van Tulleken | Rachel Kondo, Justin Marks   | 27.02.2024 | 27.02.2024  | 0,764       |
| Dzienniki Blackthorne’a świadczące o jego kaperskiej działalności zostają przekazane jezuitom do przetłumaczenia i przedstawienia Japończykom. Żeglarz spotyka się z Toranagą, chcącym wykorzystać jego obecność do zasiania niezgody pomiędzy Ishidem a chrześcijańskimi regentami. Podczas spotkania z regentem Toranaga udaje, że nie jest zainteresowany Blackthorne’em i nakazuje uwięzienie go; w więzieniu Blackthorne dowiaduje się, że Portugalczycy potajemnie wspierają japońskich chrześcijan poprzez tajną bazę wojskową w Makau, wykorzystując do tego Czarny Galeon. Chrześcijańscy regenci odmawiają zrealizowania planu Ishida, dopóki Blackthorne nie zostanie skazany; Yabushige przekonuje Ishida, że żeglarz może być potrzebny ich sprawie i ratuje go podczas improwizowanej zasadzki. Podczas drugiego spotkania z Toranagą, z Mariko jako tłumaczką, Blackthorne informuje feudała, że Portugalia i Hiszpania podzieliły pomiędzy siebie świat z zamiarem ustanowienia katolickich rządów we wszystkich krajach niechrześcijańskich. Nocą shinobi przypuszcza zamach na Blackthorne’a, utwierdzając Toranagę w przekonaniu, że jest on ważnym zasobem w jego politycznej rozgrywce. |    |                                         |                       |                       |                              |            |             |             |
| 3 | 3  | Chapter Three: Tomorrow is Tomorrow     | Jutro będzie jutro    | Charlotte Brändström  | Shannon Goss                 | 05.03.2024 | 05.03.2024  | 0,492       |
| Ferreira ignoruje nakazy jezuitów i planuje opuścić Japonię bez zgody Toranagi. Toranaga nakazuje Yabushigemu doprowadzenie Kiri i Blackthorne’a do Ajiro. Pod pretekstem pożegnania orszak sprawdzony zostaje przez Ishida; podczas powstałego zamieszania Toranaga potajemnie zamienia się miejscem w lektyce z żoną. Blackthorne wywołuje zamieszanie, uniemożliwiając dokończenie inspekcji. Podróżni zostają zaatakowani przez ludzi Kiyamy, którzy odkrywają, że w orszaku podróżuje Toranaga. Grupie udaje uciec się na galerę, podczas gdy Buntarō zostaje w Osace, powstrzymując napastników. Nie mogąc opuścić zatoki, blokowanej przez Kiyamę, Toranaga wchodzi na pokład Czarnego Galeonu i układa się z Portugalczykami w zamian za wydostanie go. Ferreira domaga się, żeby Blackthorne pozostał w mieście, udaje mu się jednak ominąć blokadę i dołączyć do pozostałych. Toranaga mianuje go hatamotem i nakazuje, żeby wytrenował jego ludzi w zachodnich taktykach walki. Hiromatsu informuje pozostałych w Osace regentów, że Toranaga zrezygnował z miejsca w radzie, co uniemożliwia skazanie go ze względu na brak wymaganych pięciu głosów. |    |                                         |                       |                       |                              |            |             |             |
| 4 | 4  | Chapter Four: The Eightfold Fence       | Osiem pierścieni muru | Frederick Toye        | Emily Yoshida                | 12.03.2024 | 12.03.2024  | 0,517       |
| Toranaga opuszcza Ajiro i wyjeżdża do Edo. W zamian za wyszkolenie regimentu Blackthorne otrzymuje dom i Fuji za konkubinę. Ōmi proponuje Yabushigemu, żeby pod nieobecność Toranagi oddać broń z Erasmusa Ishidōwi. Niedługo później do Ajiro przybywa wysłannik Ishida, Jōzen, nakazując Yabushigemu powrót do Osaki i złożenie przysięgi wierności pozostałym czterem regentom. Wiedząc, że podróż będzie równoznaczna z jego śmiercią, Yabushige zaprasza Jōzena, żeby pozostał w Ajiro na demonstrację regimentu szkolonego przez Blackthorne’a. Podczas kolacji Blackthorne w ramach wdzięczności ofiaruje Fuji swoje pistolety, a ta katany jej ojca. W nocy Mariko zakrada się do komnaty Blackthorne’a i uprawia z nim seks, nazajutrz w obecności Fuji udając, że była to kurtyzana, którą dla niego zamówiły. Podczas demonstracji umiejętności regimentu Nagakado zabija Jōzena i jego wysłanników ostrzałem z armat. |    |                                         |                       |                       |                              |            |             |             |
| 5 | 5  | Chapter Five: Broken to the Fist        | Ludzie jak sokoły     | Frederick Toye        | Matt Lambert                 | 19.03.2024 | 19.03.2024  | 0,554       |
| Toranaga wraca do Ajiro wraz ze swoją armią. Dowiadując się, że Nagakado zabił Jōzena, odbiera mu dowództwo nad artylerią, przekazując je Ōmiemu. Buntarō powraca z Osaki i zamieszkuje wraz z Mariko w domu Blackthorne’a. Podczas kolacji mężczyźni wypijają za dużo alkoholu, a Buntarō zmusza Mariko, żeby opowiedziała Blackthorne’owi o swoim ojcu, Akechim Jinsaiu, który zdradził i zamordował poprzednika taikō. Za zdradę musiał zamordować całą rodzinę i popełnić seppuku; jedyną ocalałą była Mariko, która w ramach pokuty poślubiła Buntara. W nocy Blackthorne jest świadkiem tego, jak Buntarō bije Mariko. Nazajutrz prosi Toranagę o pozwolenie na opuszczenie Japonii, kiedy dochodzi do trzęsienia ziemi, podczas którego ratuje życie feudałowi. Muraji okłamuje Yabushigego i Ōmiego, że szpiegiem Toranagi w mieście był Uejirō, stracony dzień wcześniej za zignorowanie rozkazu Blackthorne’a. W Osace pozostali regenci próbują wybrać piątego członka. Do miasta powraca Ochiba, która informuje Ishida, że od tego momentu Rada podlega jej. |    |                                         |                       |                       |                              |            |             |             |
| 6 | 6  | Chapter Six: Ladies of the Willow World | Damy ze Świata Wierzb | Hiromi Kamata         | Maegan Houang                | 26.03.2024 | 26.03.2024  | 0,523       |
| Toranaga przyznaje Blackthorne’owi lenno i tytuł admirała, odmawiając pozwolenia opuszczenia Japonii. Informuje Mariko, że życzeniem jej ojca było, żeby w imieniu swojego klanu nadal zapewniała bezpieczeństwo Japonii. W Osace trzech regentów i ich rodziny zostają wzięte na zakładników przez Ochibę i Ishida pod pretekstem spisku na życie Yaechiya. Hiromatsu ucieka z miasta, pozostawiając w nim rodzinę. Ochiba, wierząc, że Toranaga stał za spiskiem, w którym zginął jej ojciec, planuje umieścić w radzie feudała Ita. Sugiyama nie zgadza się; ginie niedługo później zabity przez Ishida podczas próby ucieczki z miasta. Hiromatsu dociera do Ajiro, przekazując Toranadze wieści z Osaki. Lennicy Toranagi sugerują, żeby wprowadził w życie plan Szkarłatne Niebo – rzucenie wszystkich sił na Osakę i usunięcie Ishida oraz pozostałych regentów; Toranaga odmawia, wiedząc, że w takiej sytuacji zostanie siogunem. Kiedy docierają do niego wieści o śmierci Sugiyamy, decyduje się na Szkarłatne Niebo, nie mając już innych możliwości zapewnienia ochrony Yaechiyowi i zapobieżenia dalszemu rozlewowi krwi. |    |                                         |                       |                       |                              |            |             |             |
| 7 | 7  | Chapter Seven: A Stick of Time          | Krótkie spotkanie     | Takeshi Fukunaga      | Matt Lambert                 | 02.04.2024 | 02.04.2024  | 0,540       |
| Toranaga spotyka się z Saekim, żeby omówić utworzenie wspólnej armii, która zaatakuje Osakę w ramach Szkarłatnego Nieba. Saeki wyjawia, że został regentem w miejsce Sugiyamy i przekazuje, że Toranaga musi poddać się Radzie albo szykować na wojnę. Przekazuje też Yabushigemu, że jego sługa w Osace zginął, przez co stracił możliwość grania na dwa fronty. Toranaga odmawia Buntarōwi proszącego o zabicie Blackthorne’a, nie zgadza się też, żeby Mariko odebrała sobie życie w ramach pokuty za postępki ojca. Zgadza się poddać Radzie i informuje o odwołaniu Szkarłatnego Nieba, co wzbudza protesty Nagakada i Yabushigego. Nagakado organizuje zasadzkę na Saekiego w domu publicznym, ginie jednak podczas walki, poślizgując się w sadzawce i rozbijając głowę o kamień. |    |                                         |                       |                       |                              |            |             |             |
| 8 | 8  | Chapter Eight: The Abyss of Life        | Bezlistna gałąź       | Emmanuel Osei-Kuffour | Shannon Goss                 | 09.04.2024 | 09.04.2024  | 0,436       |
| Toranaga wraz ze swoimi ludźmi wybiera się do Edo na pogrzeb Nagakada i tradycyjną 49-dniową żałobę. Ishidō proponuje Ochibie wzmocnienie sojuszu poprzez małżeństwo. Alvito sugeruje Toranadze, że powinien sprzymierzyć się z Ochibą i usunąć Ishida, ten jednak informuje, że zamierza się poddać, tak jak postanowił. Buntarō proponuje Mariko popełnienie samobójstwa wobec kapitulacji ich pana, ta jednak odmawia. Blackthorne odnajduje załoganta Erasmusa, który robi mu wyrzuty za obranie kursu na Japonię. Spotykając się z odmową dawnej załogi prosi o przyjęcie na służbę u Yabushigego, ale ten się nie zgadza. W Osace Daiyoin umiera na zawał, na łożu śmierci prosząc Ochibę o uwolnienie zakładników i zakończenie eskalacji konfliktu. Kiedy wsale Toranagi podpisują się na liście osób, które wraz ze swoim panem złożą pokłon Radzie, Hiromatsu w ramach protestu popełnia seppuku. Toranaga wyjawia Mariko, że jej teść popełnił samobójstwo, żeby utwierdzić Radę w przekonaniu, że jest pokonany i podda się bezwarunkowej kapitulacji. Śmierć Hiromatsu przekonuje Yabushigego do wzięcia Blackthorne’a na wasala, który wraz z nim na polecenie pana wyruszy do Osaki, żeby oddać Radzie pokłon. Na prośbę Toranagi dołącza do nich Mariko. Toranaga odwiedza grób Nagakada, dziękując jemu i Hiromatsu za czas, który kupili jego sprawie i obiecując, że go nie zmarnuje. |    |                                         |                       |                       |                              |            |             |             |
| 9 | 9  | Chapter Nine: Crimson Sky               | Szkarłatne Niebo      | Frederick Toye        | Rachel Kondo, Caillin Puente | 16.04.2024 | 16.04.2024  | 0,538       |
| Blackthorne, Mariko i Yabushige docierają do Osaki. Yabushige prosi Ishida o oszczędzenie go, ale spotyka się z odmową. Mariko domaga się opuszczenia miasta wraz z rodziną Toranagi, jak nakazał jej pan. Podczas próby wyjścia z zamku kobiety zostają powstrzymane przez straż; Mariko ogłasza, że nie mogąc spełnić życzenia swojego lennika o zmierzchu popełni seppuku, na swojego sekundanta, który zetnie jej głowę po rozcięciu brzucha, wybierając regenta Kiyamę. Potajemnie spotyka się z nią Ochiba, próbując namówić do pokojowego poddania, ale Mariko odmawia. Wobec oporów Kiyamy, widząc zdecydowanie Mariko i nie chcąc, żeby cierpiała, Blackthorne zgadza się być jej sekundantem. Tuż przed popełnieniem seppuku Ishidō wręcza jej przepustkę pozwalającą opuścić pałac. Mariko i Blackthorne wyznają sobie miłość. Ishidō zgadza się oszczędzić Yabushigego, nakazując mu wpuścić do zamku shinobich mających porwać Mariko, tej jednak broni Blackthorne. Uciekając, Blackthorne, Mariko, Yabushige oraz żona i konkubina Toranagi zostają zamknięci w składzie, którego drzwi wysadzają napastnicy. Mariko dobrowolnie przyjmuje na siebie siłę wybuchu, żeby ratować pozostałych. |    |                                         |                       |                       |                              |            |             |             |
| 10 | 10 | Chapter Ten: A Dream of a Dream         | Największe marzenie   | Frederick Toye        | Maegan Houang, Emily Yoshida | 23.04.2024 | 23.04.2024  | 0,625       |
| W Osace odbyrwa sie pogrzeb Mariko, a Rada wypowiada wojnę Toranadze. Blackthorne opuszcza miasto z Yabushigem i damami Toranagi, od Alvita dowiadując się, że Mariko przed śmiercią wynegocjowała z Kościołem oszczędzenie go. Po dotarciu do Ajiro odkrywa, że Erasmusa zatopiono, a ludzie Toranagi bezwzględnie polują podejrzewanych o zdradę. Yabushige przyznaje, że sprzymierzył się z Ishidem i otrzymuje rozkaz popełnienia seppuku. Fuji informuje Blackthorne’a, że po wypełnieniu obowiązków jako jego konkubina chce zostać zakonnicą. Nazajutrz Blackthorne spotyka się z Toranagą, prosząc go, żeby przestał mordować mieszkańców Ajiro i grożąc popełninem seppuku; zostaje powstrzymany przez Toranagę, nakazującego mu odbudować Erasmusa i wybudowanie floty. Toranaga wyznaje Yabushigemu przed śmiercią, że to on nakazał zniszczenie statku, żeby uniemożliwić Blackthorne’owi opuszczenie Japonii, a śmierć Mariko pomogła mu, ponieważ sojusznicy Ishida odwrócili się od niego i w nadchodzącej bitwie pod Sekigaharą pozostanie bez wsparcia. Dzięki temu zostanie siogunem, który powstrzyma przyszłe wojny. Yabushige popełnia seppuku po wysłuchaniu planu Toranagi. Blackthorne z pomocą Buntara i innych mieszkańców Ajiro wyciąga wrak Erasmusa, obserwowany z daleka przez Toranagę.                                                                                   |    |                                         |                       |                       |                              |            |             |             |

## Produkcja

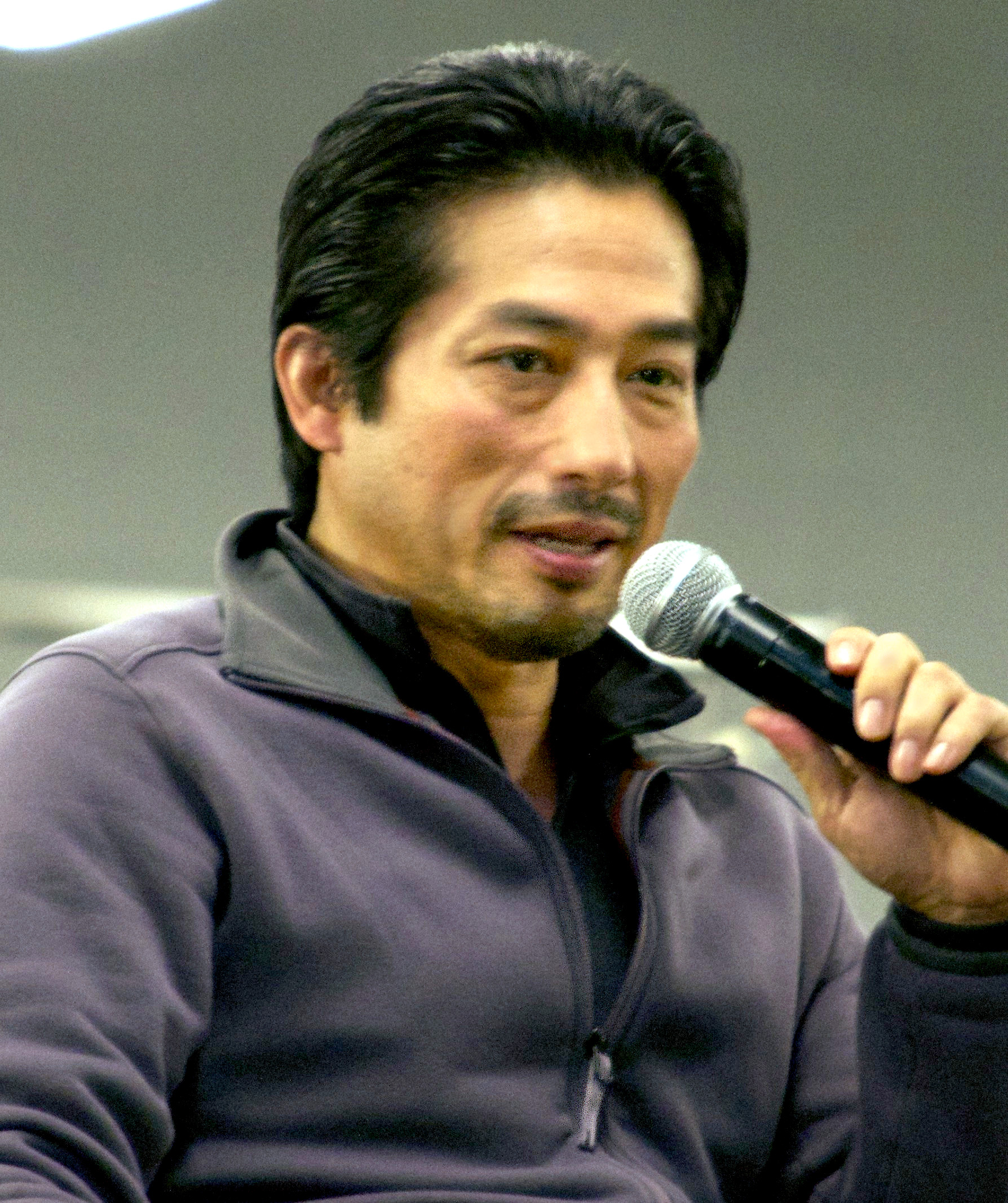
Hiroyuki Sanada, jeden z producentów serialu oraz odtwórca roli Yoshiiego Toranagi.

W sierpniu 2018, podczas corocznej konferencji prasowej Television Critics Association, stacja telewizyjna FX ogłosiła, że planuje nową ekranizację Shōguna, uznanej powieści Jamesa Clavella z 1975 roku, i wydała już zezwolenie na jej realizację. Producentami wykonawczymi projektu mieli być Andrew Macdonald, Allon Reich, Michael de Luca, Michaela Clavell, Tim van Patten, Eugene Kelly i Ronan Bennett. Na starszą producentkę wybrano Rachel Bennette, na producenta Toma Winchestera, na współproducentkę Georginę Pope, a na kierowniczkę produkcji Eriko Miyagawę. Patten miał pełnić także funkcję reżysera, a Bennett scenarzysty. Całość wyprodukowana została przez FX Productions, a po pewnym czasie jako producent i odtwórca głównej roli do projektu dołączył Hiroyuki Sanada. W wywiadzie dla „USA Today” Sanada stwierdził, że „po dwudziestu latach spędzonych w Hollywoodzie jestem producentem, co znaczy, że mogę mówić co mi się podoba i kiedy mi się podoba”. Dodał także, że kluczowe było zachowanie wierności realiom historycznym, ponieważ gdyby pokpiono tę kwestię „widzowie nie mogliby skupić się na dramacie, nie chcieliby takiego serialu, więc musieliśmy zachować autentyzm”.
Większość serialu nagrano po japońsku, a dialogi portugalskie – chociaż tak postacie nazywają język, którym posługują się obcokrajowcy – wypowiadane są po angielsku. Dialogi Japończyków napisano po angielsku, następnie przetłumaczono na współczesny japoński, żeby ostatecznie stylizować je na japońszczyznę bliższą czasom, w których osadzona jest akcja serialu. Twórcy zdecydowali się na opatrzenie większości serialu napisami – gdyby zdecydowano się na nagrywanie po angielsku, ograniczyłoby to pulę japońskich aktorów do tych, którzy biegle posługują się tym językiem, ale niekoniecznie byli najlepsi do danych ról.
Po zakończeniu emisji twórcy przyznali, że ponieważ serial opiera się na wydarzeniach historycznych w teorii możliwe jest jego kontynuowanie, jednak nie planują ciągu dalszego. Nie wykluczają też zekranizowania kolejnej książki z Sagi azjatyckiej Clavella, jeżeli uznają, że nadaje się ona do przeniesienia na ekran. 10 maja 2024 poinformowano, że Sanada podpisał z FX kontrakt na ponowne wcielenie się w rolę Toranagi, nie sprecyzowano jednak, czy pojawi się w bezpośredniej kontynuacji, czy w retrospekcjach w fabule opartej na innej książce Clavella. 16 maja podano, że FX i Hulu rozważają zrealizowanie także serii trzeciej, a scenarzyści mają rozpocząć wstępne prace nad zarysami kontynuacji w drugiej połowie 2024.

### Okres zdjęciowy
Początek zdjęć zaplanowano na marzec 2019, realizowane miały być w Japonii i Wielkiej Brytanii, jednak zrezygnowano z tego terminu, ponieważ stacja uważała, że projekt w obecnym kształcie nie reprezentuje odpowiednio wysokiej jakości. Sanada w 2019 wziął udział w jednym dniu zdjęciowym, żeby FX wywiązało się ze zobowiązań i mogło zachować prawa do zekranizowania powieści, a następnie projekt poddano ponownej weryfikacji.
W styczniu 2020 ujawniono, że Bennett ze względu na inne zobowiązania zawodowe nie może pracować dalej nad scenariuszem, wobec czego prace nad nim rozpoczęto od początku. Na nowego scenarzystę i producenta wykonawczego wybrano Justina Marksa, a jego żonę Rachel Kondo na starszą producentkę. Scenariusze do poszczególnych odcinków napisali także współproducentka wykonawcza Shannon Goss, consulting producer Matt Lambert, redaktorka scenariuszowa Maegan Houang i scenarzystka Emily Yoshida.
Okres zdjęciowy ostatecznie rozpoczął się 22 października 2021, a zakończył się 30 czerwca 2022, dwa miesiące po planowanym terminie; zdjęcia nagrywano w Vancouver, Londynie i Japonii. Według japońskiego tabloidu „Nikkan Gendai” statystom biorącym udział w zdjęciach kręconych w Japonii płacono 50 tys. jenów dziennie, podczas gdy japońskie firmy z reguły płacą statystom do 5 tys. jenów, a często pracują oni za darmo. Sosnę japońską, którą wykorzystano na planie, po zakończeniu zdjęć przekazano i zasadzono w ratuszu w Port Moody.

## Marketing
W ramach promocji serialu na stoisku FX Lawn podczas San Diego Comic-Conu w lipcu 2023 zorganizowano wystawy, obejmujące m.in. pokaz sztuk walki samurajów i wirtualny staw z rybami koi. 5 września stacja przedstawiła krótką zapowiedź podczas prezentacji swojej ramówki na najbliższy sezon. 2 listopada na YouTubie udostępniono pierwszy zwiastun, ujawniający, że serial emitowany będzie od lutego 2024 na Hulu. 11 lutego 2024 trzydziestosekundowy zwiastun wyemitowano podczas 58. finału Super Bowl. Bill Bradley z poświęconego reklamie „Adweek” stwierdził, że „serial powstaje od lat i jest już najdroższą produkcją w historii FX”, wobec czego 7 mln USD przeznaczone na reklamę podczas Super Bowl wydaje się stosunkowo niewielkim wydatkiem.

## Emisja
W Stanach Zjednoczonych pierwsze dwa odcinki wyemitowano 27 lutego 2024 na Hulu i FX. W pozostałych krajach serial udostępniony został w usługach strumieniowych Disney+, Star+ i Star. Na Hulu serial dostępny jest także z angielskim dubbingiem. Premierze każdego odcinka towarzyszył poświęcony mu podcast. Ostatni odcinek wyemitowano 23 kwietnia 2024.

## Odbiór
Serial spotkał się z bardzo pozytywnym odbiorem ze strony recenzentów. W agregatorze recenzji Rotten Tomatoes pozytywnie oceniło go 99% spośród 107 krytyków; redaktorzy serwisu podsumowali serial stwierdzeniem: „Przepyszny wizualnie i wzbogacony prawdziwością kulturową Szōgun to epicka adaptacja, która przebija oryginał”. W agregatorze Metacritic średnia ważona na podstawie 39 recenzji wynosi 85/100.
Rebecca Nicholson z „The Guardian” chwaliła serial jako „urzekający”, wskazując przede wszystkim na sceny bitewne i wierność materiałowi źródłowemu. Mark Hale z „The New York Times” porównując Szōguna do wersji z Chamberlainem stwierdził, że „można poprawić drewniane aktorstwo, przestarzałe technikalia i eurocentryzm, ale nie można poprawić natury materiału źródłowego”. Pochwalił nową wersję przede wszystkim za to, że kładzie większy nacisk na postacie Japończyków niż stara, koncentrująca się głównie na Blackthornie. Jedyne zarzuty skierował w stronę bardziej bezpłciowego przedstawienia postaci przez Cosma Jarvisa i fakt, że pierwowzór jest utworem zachodniego autora. Redaktor „Forbesa” uznał serial za „natychmiastowy hit”, chwaląc Jarvisa, który „nie jest jakimś tam dobrym facetem, białym zbawcą lub kimś takim”, a postacią „mądrą, ale też wyrachowaną i bezwzględną”. Anita Singh z „The Telegraph” oceniła serial na , stwierdzając, że „disneyowska adaptacja krwawej powieści Jamesa Clavella osadzonej w XVII-wiecznej Japonii prezentuje się świetnie i sprawia wrażenie bezczelnie maczyzmowskiej”.
Jake Cunnigham w recenzji dla czasopisma „Empire” uznał serial za „porywający”, z „oszałamiającą oprawą wizualną” i świetnymi kreacjami aktorskimi, zwłaszcza odtwórców trójki głównych bohaterów. Daniel Fienberg z „The Hollywood Reporter” chwalił także obsadę drugoplanową, przede wszystkim Moekę Hoshi, Tadanobu Asano, Fumi Nikaido, Shin’nosukego Abe i Tokumę Nishiokę. Samantha Nelson z IGN-u zwróciła uwagę na „wybitne” drugoplanowe role Néstora Carbonnella i Asana, których postacie w parze z Blackthorne’em Jarvisa „są siłą, z którą należy się liczyć”. 
Krytycy pozytywnie ocenili także sposób, w jaki Marks i Kondo zaadaptowali powieść. Fienberg stwierdził, że „ta interpretacja Shōguna ma znacznie większą siłę rażenia jako ambitna partia politycznych szachów”, zaś Nelson uznała, że twórcy „stworzyli wizję feudalnej Japonii pełną splendoru, przemocy i intryg”, jednocześnie zachowując „dużą wierność” bestsellerowi Clavella. Zdaniem Alison Herman z „Variety” do sukcesu serialu przyczyniło się „znalezienie przez Marksa i Kondo przepisu na naprawdę widowiskowy serial: odpowiedni balans pomiędzy oszałamiającym przepychem a intymną psychologią”. 

### W Japonii
Według serwisu eiga.com serial został w większości pozytywnie oceniony przez japońskich widzów. Japoński komik i miłośnik historii Kunihiro Matsumura chwalił go za autentyczność. Aktor Ken Matsudaira, który w ciągu swojej kariery trzykrotnie wcielił się w Ieyasu Tokugawę, wypowiedział się pozytywnie o Sanadzie jako utalentowanym aktorze nieustannie dbającym o to, żeby całość była jak najbardziej wierna realiom historycznym, w czym pomaga mu także funkcja producenta.
Hideo Kojima, znany japoński reżyser i producent gier komputerowych, wyraził się bardzo pozytywnie na temat Szōguna, porównując go do „Gry o tron w siedemnastowiecznej Japonii”, chwaląc skalę i szczegółowość produkcji, dobór obsady, kostiumy, scenografie, rekwizyty i efekty wizualne, jak również zaangażowanie Hiroyukiego Sanaday – zarówno w roli producenta, jak i aktora pierwszoplanowego.

### Oglądalność
Według aplikacji Samba TV Szōgun był najczęściej strumieniowanym programem na wszystkich platformach pomiędzy 26 lutego a 3 marca 2024, a także w drugim tygodniu od premiery. Serwis TheWrap zauważył, że był to jeden z nielicznych seriali niewyprodukowanych przez Netfliksa, któremu udało się zająć pierwsze miejsce w rankingach oglądalności. 6 marca poinformowano, że w ciągu pierwszych sześciu dni od premiery serial obejrzało ponad 9 mln subskrybentów usług VOD Hulu, Disney+ i Star+. Według Reelgood, agregatora monitorującego oglądalność tytułów udostępnianych w usługach strumieniowych, do 6 marca Szōgun był najchętniej oglądanym programem wśród użytkowników ze Stanów Zjednoczonych; według innego agregatora tego typu, JustWatch, w dniach 4–10 marca 2024 serial także zajmował pierwsze miejsce w USA i Kanadzie.